# 朱德同志率领南昌起义军军事决策会议旧址
朱德同志率领南昌起义军军事决策会议旧址，位于中国广东省潮州市饶平县上饶镇，为饶平县文物保护单位，类型为近现代重要史迹及代表性建筑，公布时间为1981年7月。
朱德同志率领南昌起义军军事决策会议旧址的历史年代为1927。